# جام یوفا ۰۱–۲۰۰۰
جام یوفا ۰۱–۲۰۰۰، سی‌امین فصل از جام یوفا، مسابقات فوتبال باشگاهی سطح دوم اروپا بود که توسط یوفا سازماندهی شد و با قهرمانی لیورپول به پایان رسید.